# Rolf Wank
Rolf Wank (* 16. April 1943 in Kettwig) ist ein deutscher Jurist und ehemaliger Hochschullehrer an der Westfälischen Wilhelms-Universität Münster und der Ruhr-Universität Bochum.

## Leben
Wank begann 1962 ein Studium an der Universität Münster, das er 1968 an der Universität zu Köln mit dem Erwerb des Ersten Juristischen Staatsexamens abschloss. 1974 legte er nach seinem Referendariat ebenfalls in Köln sein zweites Staatsexamen ab. Danach arbeitete er als wissenschaftlicher Mitarbeiter von Herbert Wiedemann in Köln. Bei Wiedemann promovierte er sich 1977, 1983 erfolgte seine Habilitation. Damit war die Verleihung der venia legendi für die Fächer Bürgerliches Recht, Handelsrecht, Arbeitsrecht, Sozialrecht und Rechtstheorie verbunden.
Noch im selben Jahr trat er seine erste Professur auf einem privatrechtlichen Lehrstuhl an der Universität Münster an. 1985 wechselte er an die Ruhr-Universität Bochum auf den Lehrstuhl für Bürgerliches Recht, Handels-, Wirtschafts- und Arbeitsrecht. Dort lehrte und forschte er bis zu seiner Emeritierung im Jahre 2011.
Wank forschte insbesondere zum Arbeitsrecht. Daneben lagen seine Schwerpunkte vor allem im Allgemeinen Bürgerlichen Recht, im Handelsrecht, im Sozialrecht sowie in der Methodenlehre.

## Werke (Auswahl)
- Grenzen richterlicher Rechtsfortbildung. Duncker & Humblot, Berlin 1978, ISBN 978-3-428-04095-7. (Dissertation)
- Das Recht auf Arbeit im Verfassungsrecht und im Arbeitsrecht. Athenäum, Frankfurt am Main 1980, ISBN 978-3-7610-6311-8.
- Die juristische Begriffsbildung. C.H. Beck, München 1985, ISBN 978-3-406-30626-6. (Band 1 der Habilitationsschrift)
- Arbeitnehmer und Selbständige. C.H.Beck, München 1988, ISBN 978-3-406-30991-5. (Band 2 der Habilitationsschrift)
- Kommentar zum technischen Arbeitsschutz. C.H. Beck, München 1999, ISBN 978-3-406-44550-7.
- Teilzeit, Befristung, Leiharbeit und Scheinselbständigkeit. dtv, München 2005, ISBN 978-3-423-58071-7.
- Dirk Olzen & Rolf Wank: Zivilrechtliche Klausurenlehre mit Fallrepetitorium. 7. Auflage. Vahlen, München 2013, ISBN 978-3-8006-3982-3.
- Juristische Methodenlehre. Eine Anleitung für Wissenschaft und Praxis. Vahlen, München 2020, ISBN 978 3 8006 4945 7